# Błotnica tęczowa
Błotnica tęczowa (Farancia erytrogramma) – gatunek węża z podrodziny ślimaczarzy (Dipsadinae) w rodzinie połozowatych (Colubridae). Występuje w południowo-wschodnich i wschodnich Stanach Zjednoczonych w pobliżu bieżących źródeł wody. Jest to wąż słabo poznany – nie wiadomo niemal nic o jego rytuałach godowych, liczebności, a większość innych danych (wielkość, liczba jajek) różnią się w zależności od źródła danych.

## Wygląd
Czerwono-czarno-żółty wąż mierzący ok. 70–140 cm. Występuje dymorfizm płciowy – samce mają bardziej jaskrawe kolory.

## Tryb życia
Wąż prowadzi nocny tryb życia, poluje w wodzie. Jedynym pożywieniem dorosłych osobników są węgorze, młode polują także na inne ryby i żaby. Zwierzęta te są łagodne – bardzo rzadko gryzą, nawet we własnej obronie. Są niejadowite.

## Rozmnażanie
Samica składa w gnieździe 10 do 52 białych jajek, których następnie pilnuje do chwili wyklucia. Młode po wykluciu mierzą ok. 20–27 cm.